# Sainte-Montaine
Sainte-Montaine ist eine französische Gemeinde mit 167 Einwohnern (Stand: 1. Januar 2022) im Département Cher in der Region Centre-Val de Loire; sie gehört zum Arrondissement Vierzon und zum Kanton Aubigny-sur-Nère.

## Geographie
Sainte-Montaine liegt etwa 40 Kilometer nordnordwestlich von Bourges am Flüsschen Boute Vive. Umgeben wird Sainte-Montaine von den Nachbargemeinden Clémont im Norden, Argent-sur-Sauldre im Nordosten, Aubigny-sur-Nère im Osten, Ennordres im Südosten, Ménétréol-sur-Sauldre im Süden, Souesmes im Südwesten sowie Brinon-sur-Sauldre im Westen und Nordwesten.

## Bevölkerungsentwicklung
| Jahr                      | 1962 | 1968 | 1975 | 1982 | 1990 | 1999 | 2006 | 2013 |
| Einwohner                 | 290  | 253  | 226  | 233  | 206  | 170  | 214  | 184  |
| Quelle: Cassini und INSEE |      |      |      |      |      |      |      |      |

## Sehenswürdigkeiten
- Kirche Sainte-Montaine aus dem 13. Jahrhundert (siehe auch: Liste der Monuments historiques in Sainte-Montaine)

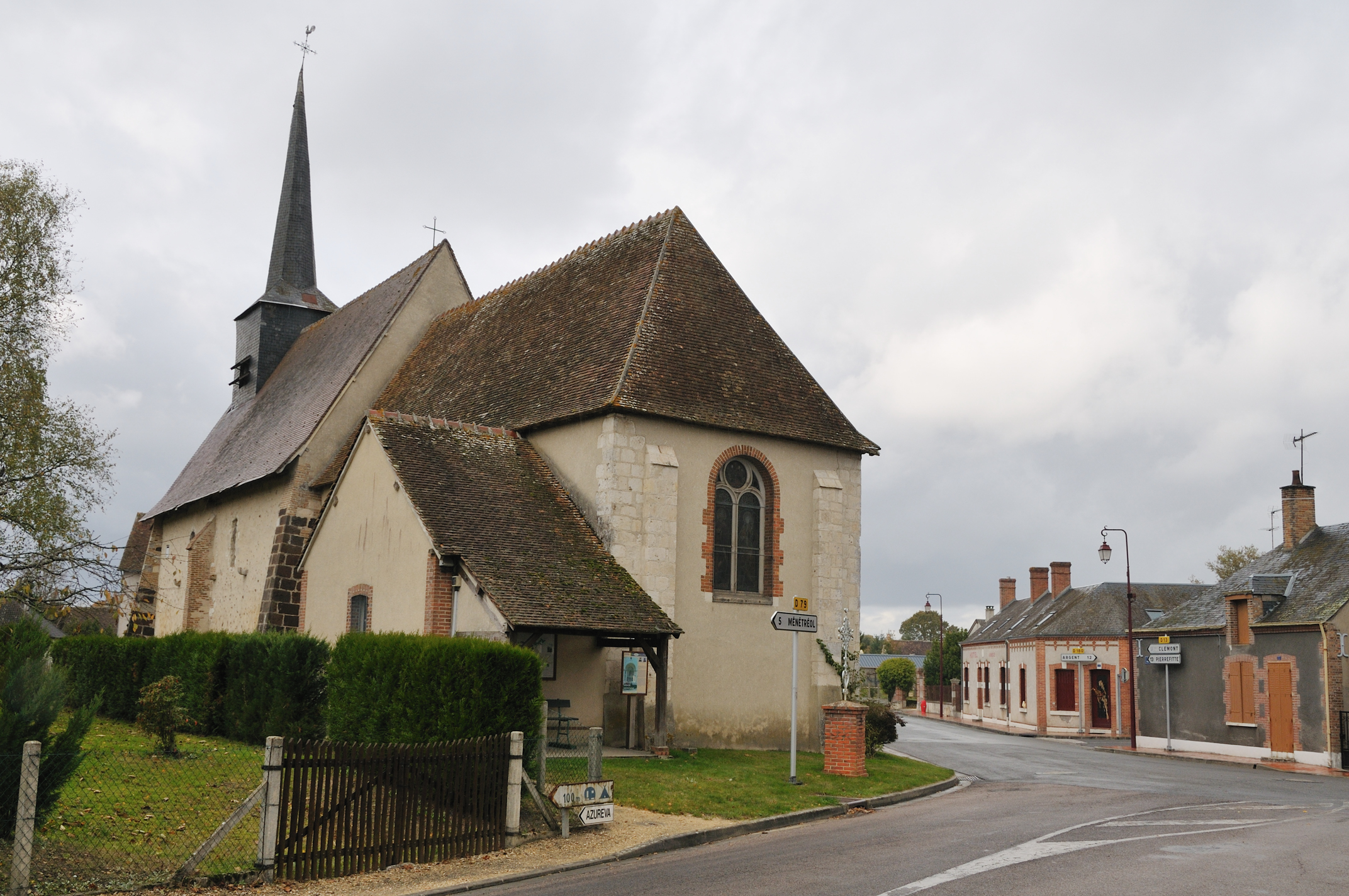
Kirche Sainte-Montaine